# Jorryt van Hoof
Jorryt van Hoof (Eindhoven, 15 november 1982) is een Nederlands professioneel pokerspeler. Hij werd in 2014 derde in het Main Event van de jaarlijkse World Series of Poker (WSOP), het toernooi dat geldt als het officieuze wereldkampioenschap poker. Daarmee behaalde hij de op dat moment hoogste Nederlandse eindklassering ooit in dit evenement, goed voor een geldprijs van $3.807.753,-. Van Hoof verdiende tot en met mei 2021 meer dan $5.670.000,- in live pokertoernooien (online spel en cashgames niet meegerekend).

## Biografisch
Van Hoof studeerde een jaar technische bedrijfskunde in zijn geboortestad Eindhoven, waarna hij mede-eigenaar werd van een spellenwinkel genaamd GameForce. Hij speelde vanaf zijn twaalfde Magic: The Gathering en begon in 2003 met pokeren, waarbij hij een voorkeur ontwikkelde voor cashgames in de variant Pot Limit Omaha. Van Hoof deed in 2005 voor het eerst mee aan een live-toernooi en nam datzelfde jaar voor het eerst deel aan de World Series of Poker. Hij werd er meteen 66ste in het $2.000 No Limit Hold'em-toernooi, zijn eerste officiële 'WSOP-cash'. Nadat hij zich op de WSOP 2007 nog twee keer in het prijzengeld speelde en op de WSOP 2008 voor de vierde keer, liet hij de volgende vijf edities van de World Series of Poker aan zich voorbijgaan.
Van Hoof keerde in 2014 terug naar de WSOP. Daar overleefde hij in juni samen met acht anderen de tegenstand van 6674 concurrerende deelnemers aan het Main Event, waardoor hij zich als tweede Nederlander ooit plaatste voor de The November Nine. Alleen landgenoot Michiel Brummelhuis deed hem dit voor, in 2013. Van Hoof had daarbij het voordeel dat hij aan The November Nine begon met het grootste aantal chips van de negen overgebleven spelers. Toen er na één dag spelen nog drie deelnemers over waren, had hij dat nog steeds. Na anderhalf uur spelen op dag twee versloeg de latere nummer twee Felix Stephensen Van Hoof in een pot die hem een kwart van zijn chips en de leiding in de tussenstand kostte. Een kwartier later verloor Van Hoof weer bijna een kwart van zijn chips aan de latere winnaar Martin Jacobson. Nu had hij inmiddels het kleinste aantal chips van de drie, een situatie die hij niet meer verholpen kreeg. Na een kleine drie uur spelen ging Van Hoof met A♦5♦ all in met zijn resterende 46.2 miljoen chips, een kleine 25% van het totale aantal in het spel. Jacobson callde met A♠10♣ en schakelde daarmee de Nederlander uit.
Van Hoof pokert in het dagelijkse leven vooral Pot Limit Omaha-cashgames op het internet, in plaats van toernooien. Hij speelt online onder de naam TheCleaner11, waar hij zichzelf eerder Jorrytvh noemde.